# سیکلو پنتا دی انیلیندیوم(I)
سیکلو پنتا دی انیلیندیوم(I) (به انگلیسی: Cyclopentadienylindium(I)) با فرمول شیمیایی C5H5In یک ترکیب شیمیایی است. که جرم مولی آن ۱۷۹٫۹۱۳ گرم بر مول می‌باشد. شکل ظاهری این ترکیب، جامد سفید است.